# Payne Stewart
William Payne Stewart (30. januar 1957 − 25. oktober 1999) var en amerikansk golfspiller, der igennem sin karriere vandt 11 sejre på PGA Touren. Desuden vandt han tre Major-turneringer, US PGA Championship i 1989 og US Open i 1991 og 1999.
Stewart nåede at repræsentere det amerikanske hold ved Ryder Cupen fem gange, i 1987, 1991, 1993, 1995 og 1999.

## Død
Den 25. oktober 1999, kun en måned efter at have været med til at vinde Ryder Cup med det amerikanske hold blev Stewart dræbt, da hans fly styrtede ned over den amerikanske delstat South Dakota. Han blev 42 år gammel.

## Eksterne links
- Spillerinfo Arkiveret 2. oktober 2008 hos  Wayback Machine